# Gebrüder Hofmeister
Die Brüder Theodor Eduard Ferdinand Hofmeister (* 21. April 1868 in Hamburg; † 1. März 1943) und Oskar Ludwig Robert Hofmeister (auch Oscar, * 22. Juli 1871 in Hamburg; † 24. August 1937 in Ichenhausen, Bayern) waren Amateurfotografen, die als Begründer der piktorialistischen Hamburger Schule der Kunstfotografie gelten. Sie arbeiteten vor allem mit dem Gummidruckverfahren und starken Vergrößerungen des Fotonegativs, um Landschafts-, Figuren- und Porträtbilder künstlerisch umzusetzen.

## Leben

### Biografisches
Der ältere Bruder Hofmeister, Theodor, wurde am 21. April 1868 in Hamburg geboren, drei Jahre später wurde sein jüngerer Bruder Oskar geboren. Von Kindertagen an lebten die zwei Brüder im Verbund einer wohlhabenden und angesehenen Kaufmannsfamilie in Hamburg. Der Vater Theodor August Anton Hofmeister (1831–1888), ein erfolgreicher Mitbegründer und ab 1885 alleiniger Geschäftsführer der Firma Hofmeister, Scheffler & Sieg, Kommissions- und Speditionsgeschäft, stand der Familie vor. Er hatte mit seiner Frau Augusta Wilhelmine Henriette, geborene Meyer, noch drei weitere Söhne: Gustav Otto Richard, Albert Henry William und Theodor Ferdinand Eduard.
Auch Theodor lernte den Beruf des Kaufmanns und engagierte sich vorerst im väterlichen Betrieb, bis er im Jahre 1891, im Alter von 23 Jahren, seine erste eigene kaufmännische Firma gründete.
Oskar Hofmeister entschied sich gegen eine klassische kaufmännische und für eine juristische Ausbildung. Er arbeitete hauptberuflich als juristischer Beamter in Hamburg.

### Fotografie als Liebhaberei
Hamburg war nicht nur die Geburtsstadt von Theodor und Oskar Hofmeister, in dieser Stadt entwickelten sich auch ihre fotografischen Ambitionen. Die Amateurfotografie wurde in den 1890er Jahren zu einem Hobby der wohlhabenden Hofmeisters. In Hamburg wurde im August 1891 der „Amateur-Photographen-Verein Hamburg“ gegründet. Die Fotografie war für wohlhabende Bürger mit ästhetischem Kunstbewusstsein eine interessante Freizeitbeschäftigung. Nur reiche Bürger verfügten über die finanziellen Mittel zum Kauf einer kostspieligen Fotoausrüstung und die nötige Zeit, um sich mit der Aufnahme- und Entwicklungstechnik in der Fotografie zu beschäftigen. Neben ihrer jeweiligen Profession widmeten sich die Hofmeister Brüder der Kunstfotografie und wurden so mehr und mehr „professionelle“ Amateurfotografen. Sie gelten als Begründer und Zentrum der dabei herausgebildeten lokalen „Hamburger Schule“ der Amateurfotografie.

### Förderung
Großen Einfluss auf das Schaffen und den Erfolg Theodor und Oskar Hofmeisters hatten sowohl Alfred Lichtwark (1852–1914) als auch der Hamburger Kaufmann Ernst Juhl (1850–1915). Sowohl Lichtwark, Direktor der Sammlung des Hamburger Kunstvereins und der Hamburger Kunsthalle, als auch Juhl, Gründungsmitglied des Hamburger Amateurphotographen-Vereins und Gründungspräsidiumsmitglied der 1893 daraus hervorgehenden Gesellschaft zur Förderung der Amateurfotografie (kurz GzFdA; später: der Kunstfotografie) sicherten den Hofmeisters ihre Unterstützung. Durch die Gründung der GzFdA konnten erstmals in Hamburg in einem institutionalisierten Rahmen Laboratorien, Konferenzräume, Versammlungen und ein moderierter Austausch der Künstler untereinander angeleitet werden. Theodor und Oskar taten sich durch ihre spezielle, dem Wiener Kleeblatt (oder Trifolium) nachempfundene Gummidrucktechnik hervor und verkörperten auch die Ideale und Grundsätze Alfred Lichtwarks. Da Hamburg stets in einem direkten Konkurrenzverhältnis zu Wien und Wiens Trifolium stand, wurden die Hofmeisters durch die Rückendeckung Juhls und Lichtwarks zum Aushängeschild der „Hamburger Schule“.
Als Hauptvertreter der „Hamburger Schule“ und somit als Sprösslinge der Heimat konnten die Gebrüder Hofmeister auf die volle Unterstützung Lichtwarks und Juhls bauen, welche hervorragende Beziehungen sowohl zu fotografischen Fachzeitschriften wie der Photographischen Rundschau in Deutschland oder Camera Work in den USA unterhielten als auch einen persönlichen Austausch mit Kuratoren und Künstlern national und international pflegten.

## Werk

### Theoretischer Ansatz
Die fotografischen Arbeiten der Brüder Hofmeister zwischen 1895 und 1909 lassen sich vollständig der „Hamburger Schule“ der Amateurfotografie zuordnen. Diese ist Teil der piktorialistischen Strömung in der Fotografie.

#### Piktorialistische Fotografie
Der Piktorialismus (bzw. die piktorialistische Fotografie) ist eine Stilrichtung, die versuchte, mit neuen technischen Erkenntnissen die Fotografie als Kunstform neben der Malerei zu etablieren. Sie lässt sich grob zwischen 1890 und 1910/1915 einordnen. In dieser Zeitperiode entstanden in der westlichen Hemisphäre zunehmend Amateur-Fotoclubs und -vereine, die den Grundstein für große Zentren piktorialistischer Fotografie gaben: Genannt seien London mit The linked Ring, Wien mit dem Trifolium und New York mit der Photo-Secession, die sich alle auf piktorialistische Arbeiten konzentrierten und somit einen Gegenpol zur Berufsfotografie bildeten.
Die piktorialistischen Ansätze zeichnen sich durch den Versuch aus, die Fotografie von ihrem Status als detailgetreu dokumentierendes Medium zu befreien. Insbesondere den stereotypen, unnatürlich inszenierten Porträtaufnahmen der Atelierfotografen wurde so ein Gegenpol gesetzt. Amateurfotografen arbeiteten daran, die Fotografie mittels malerischer Mittel in den Kunstdiskurs zu erheben. Potentielle Mittel waren dabei neue, natürliche Perspektiven von Landschafts- und Figurenaufnahmen, Vergrößerungen der Fotografien, das Spiel mit Tonwerten, der Einsatz von Unschärfe und nachträgliche Bearbeitung des Fotonegativs.

#### Alfred Lichtwarks Verständnis der Kunstfotografie
Für die piktorialistische Fotografie in Hamburg und damit für das Schaffen von Theodor und Oskar Hofmeister waren die theoretischen Ansätze Alfred Lichtwarks maßgeblich.

##### Dilettantismus
Einen wesentlichen Faktor für die neue Kunst in der Fotografie bildete der Dilettantismus. Die fotografischen Dilettanten / Amateure hatten nach Lichtwark im Gegensatz zu den Berufsfotografen die Möglichkeit, die Fotografie künstlerisch zu erneuern. Lichtwark förderte deshalb sehr stark die Amateurfotografen. Gleichzeitig forderte er eine Aufwertung des – bis dato negativ belasteten – Dilettantismusbegriffs in Deutschland.

##### Erziehung
Für Lichtwark besaß die Amateurfotografie die innovative Kraft, den Kunstsinn des Volkes zu schulen. So lag für ihn in der Amateurfotografie die Möglichkeit, dem Volk eine neue Herangehensweise an Kunst aufzuzeigen und es somit künstlerisch zu erziehen. Lichtwark trat so als Kunsterzieher auf, der pädagogisch anregen wollte.

##### Natur
Lichtwark forderte für die Kunstfotografie größere Natürlichkeit und eine Orientierung der Künstler an der Natur. So trat er in den Kampf gegen die unkünstlerischen Ansprüche an die Fotografie der Berufsfotografen und der Bevölkerung. Der Amateur müsse, um seinen Geschmack auszubilden, bedeutende Kunstwerke eingehend studieren und sich von jenen führen lassen. Dadurch würden die Empfindungen geschult. Das tatsächliche Forschungsfeld für die fotografische Kunst müsse jedoch die Natur sein. So gilt nach Lichtwark: „Sein [des Amateurs] unmittelbares Studienfeld bleibe die Natur, und bei ihrem Anblick muß jede Erinnerung an das, was er in der Kunst gesehen hat, verschwinden.“ D.h., der Kunstfotograf, der sich physisch und psychisch auf die Natur einlässt, kann seine subjektiven Empfindungen und Gefühle in die künstlerische Arbeit einfließen lassen und so eine neue Lebendigkeit in die leblosen Bilder bringen und besondere Stimmungen erzeugen. Lichtwark erteilte jungen Kunstfotografen den Rat, zu Studienzwecken in die Natur zugehen und schloss sich selbst oft solchen Studienreisen an.

### Selbstbild in der Produktion
In ihrer Publikation Das Figurenbild in der Kunstphotographie geben Theodor und Oskar Hofmeister Aufschluss über ihre Arbeitsweise und ihr Selbstbild in der Bildproduktion. So vergleichen sie die eigene Arbeitsweise mit der eines Malers, der „...zunächst damit [beginnt], sich Studien anzufertigen. Er [der Maler] entwirft Skizzen.“ Hofmeisters selbst fertigten vor jeder Arbeit unzählige Vorstudien an. Zudem bemühten sich die Brüder stets um ein hohes Maß an Perfektion: Ihrer Publikation zufolge fordern sie von sich selbst ein Höchstmaß an Disziplin, Selbstkritik und Durchhaltevermögen.

### Arbeitsweise
Für ihre fotografischen Arbeiten gab es klare Zuständigkeitsbereiche zwischen den Brüdern Hofmeister. Oskar Hofmeister war für die Aufnahme, die sie gemeinsam vorbereitet hatten, verantwortlich. Theodor Hofmeister übernahm die weitere Bearbeitung des Fotonegativs im Fotolabor.

#### Aufnahmetechniken

##### Vorstudien
Um eine Fotografie anzufertigen, arbeiteten die Brüder Schritt für Schritt einen systematischen Plan ab. Zuerst wurden Skizzen angefertigt und die Komposition zeichnerisch ausgearbeitet. Bei den Vorstudien zum „Präsidentenbildnis“ von 1899, das den damaligen Vorstand der Gesellschaft zur Förderung der Amateurfotografie abbildete, machten sie erst einige Aufnahmen mit Statisten, bevor sie die wirklichen Akteure ins Bild setzen. Die tatsächliche Aufnahme war keine Momentaufnahme, sondern bis ins kleinste Detail inszeniert. Dabei durfte der Fotografierte meist selbst Position und Ort der Aufnahme wählen. So sollte sichergestellt werden, eine möglichst natürliche Pose einzufangen. Oskar Hofmeister fertigte stets sehr viele Aufnahmen an. Die ungenutzten Aufnahmen wurden als Studien gesammelt und dienten der persönlichen künstlerischen Ausbildung. Beleg dieser Arbeitsweise sind zwei überlieferte Skizzenbücher mit einmal 52 und einmal 125 Albumin- und Celloidinabzügen der Gebrüder Hofmeister.

##### Reisen
Auf Rat Alfred Lichtwarks unternahmen die Gebrüder Hofmeister zahlreiche Ausflüge zu Studienzwecken in das Umland Hamburgs. Überlieferte Orte des Aufenthalts sind Finkenwerder, Altona, Vierlanden, Harburg, Ochsenwerder, Altenwerder, Alstertal, die Künstlerkolonie Worpswede, Duhnen, Altenbruch, Walsrode und auch Dinan in der Bretagne. Diese Foto-Touren dienten dem genauen Beobachten der Landschaft und des Alltags der Menschen, um so Vorstudien für spätere Fotografien erarbeiten zu können. Oft unternahmen die Hofmeisters diese Reisen auch gemeinsam mit anderen Kunstfotografen oder in Begleitung Alfred Lichtwarks.

##### Aufnahmen
Die Originalaufnahmen waren meist 13 × 18 cm groß. Dafür nutzen sie eine Brennweite von 21 bis 27 cm, im Freien von 42 cm. Die Hofmeisters arbeiteten mit der Annahme, dass sie nur eine künstlerische Perspektive erreichten, wenn die Brennweite die doppelte Plattenlänge betrug. Zudem arbeiteten sie stets mit Stativ, einzig die Aufnahmen von Seebildern wurden freihändig aufgenommen.

##### Landschafts-, Figuren-, Porträtbild
Zu Beginn ihres fotografischen Schaffens 1895 produzierten Hofmeisters Landschaftsaufnahmen. In den darauffolgenden Jahren erarbeiteten sie vor allem Landschafts- und Figurenaufnahmen, für die sie Vorstudien aus Reisen ins Hamburger Umland nutzten. Häufig wurden dabei arbeitende Menschen oder Menschen auf dem Land abgebildet. Um 1900 fertigten Hofmeisters vermehrt Porträts an. Bei allen Arbeiten am lebenden Modell wurde versucht, die Menschen in ihrer natürlichen Umgebung zu erfassen.

##### Der Mensch in der Natur
Das Porträt des Malers Fritz Mackensen von 1897 zeigt den Maler im Halbprofil an der Staffelei und zitiert ein kompositionsgleiches Bild Arthur Illies’ von 1895. Illies hatte bei der Aufnahme seiner Fotografie beabsichtigt, sein Modell entblößt in der Natur darzustellen. Da sich die Öffentlichkeit durch das Bild sittlich bedrängt fühlte, wurde dem Modell ein Umhang umgehängt, um einen Skandal zu vermeiden. Durch den Bezug zur Illies’schen Fotografie drückten Hofmeisters ihre Zustimmung zur natürlichen Darstellung des Menschen in Einklang mit der Natur und der Naturverbundenheit des Künstlers selbst aus. Die Fotografie Hofmeisters lässt sich so wie ein Gleichnis lesen, welches den Übergang von der künstlerischen Natur- zur Porträtfotografie vorgibt.

#### Technische Produktionsverfahren

##### Drucktechnik
Nach der Aufnahme war die technische Weiterverarbeitung des fotografischen Negativs elementarer Bestandteil der künstlerischen Arbeit. Wichtig waren hierfür die technischen Neuerungen in der Fotografie und die Vielzahl von Edeldruckverfahren, mit denen die Amateurfotografen arbeiteten. Theodor Hofmeister arbeitete zu Beginn vermehrt mit dem Kohledruck- und dem Pigmentdruckverfahren.
Ab 1897 setzte Theodor Hofmeister fast ausschließlich das Chromatverfahren „Gummidruck“ ein. Er nutzte sowohl den einfachen als auch kombinierten und mehrschichtigen Gummidruck. Die Hofmeisterschen Gummidrucke zeichnen sich besonders durch ihre Farbigkeit aus: Oft entstanden blaue, grüne, blau- oder grünschwarze oder braune Gummidrucke. Dabei bearbeitete Theodor Hofmeister das Papiernegativ mit Kohle und Wischer von Hand weiter und prägte es so ähnlich einem Maler.
Ernst Juhl beschreibt 1901 die technische Arbeitsweise der Hofmeisters mit dem Gummidruck wie folgt: „Hofmeisters arbeiten meistens mit sehr starken Vergrößerungen, während ihre Originalaufnahmen nie über 13 × 18 cm groß sind. Sie vergrößern ihre Originalnegative (nachdem sie einen direkten Positivabdruck machten) auf Bromsilberpapier, und von diesem Papiernegativ fertigen sie ihre Gummidrucke an. In letzter Zeit drucken sie auch mit einem Positiv und Negativ gleichzeitig dasselbe Bild; sie wenden dieses Verfahren nur bei ihren zweifarbigen Bildern an, um die Farbe vom Positiv, die andere vom Negativ zu gewinnen.“
Ab 1909 wandten sich Theodor und Oskar Hofmeister vom malerischen Stil der Fotografie und dem Gummidruck ab. Fortan fotografierten sie Landschaften mit dokumentarischer Genauigkeit. Dafür verwendeten sie in erster Linie das Edeldruckverfahren des Pigmentdrucks.

##### Vergrößerungen
Die Hofmeisterschen Gummidrucke waren bis zu 70 cm × 100 cm groß und mit Original-Rahmen sogar 90 cm × 140 cm. Die drastischen Vergrößerungen von 13 cm × 18 cm auf bis zu 70 cm × 100 cm sorgten dafür, dass die Fotografien ein dekoratives Moment erhielten. Als Wandschmuck unterschieden sie sich für den Betrachter teilweise nur marginal von einem Gemälde und förderten so den Kunstdiskurs in der Fotografie.

#### Effekte und Stimmung
Mit dem Gummidruck waren Theodor Hofmeister viele Möglichkeiten zur Gestaltung des Papiernegativs gegeben. Es handelt sich um malerische, von Hand manipulierte Fotografien. Hofmeister konnte Details im Bild unterdrücken oder abschwächen, verstärken oder herausarbeiten. Durch mehrfaches Übereinanderdrucken wurden die Tonwerte im Bild verändert und so eine größere Plastizität oder auch Abstraktion erreicht. Es wurden teilweise verschiedene Farben eingesetzt, und die Fotografien wurden von dem Spiel mit Unschärfe geprägt.
Auf Grund dieser Manipulationsmöglichkeiten des Gummidruckverfahrens am Originalnegativ entstand eine besondere Stimmung in der Fotografie, die so nicht im Negativ zu finden war. Diese Stimmung in den Fotografien Hofmeisters mutet melancholisch, elegisch oder auch schwermütig an.

### Schüler Hofmeisters
Zu anderen Amateurphotographen und speziell zu den Mitgliedern der „Hamburger Schule“ hielten Theodor und Oskar Hofmeister engen Kontakt. Namentlich bekannt sind u. a. Eduard Christian Arning, Georg Einbeck, Heinrich Wilhelm Müller, Gustav E. B. Trinks und Bernhard Troch. Jene gelten auch als Schüler der Brüder Hofmeister, die deren Produktionstechniken im Studium mit Theodor und Oskar erlernten. Die Arbeit wurde erleichtert, da sie alle Zugriff auf die Einrichtungen der Gesellschaft zur Förderung der Amateurfotografie hatten.

### Vorträge/Aufsätze
- Theodor H.: Das Figurenbild in der Kunstphotographie, In: Photographische Rundschau. Zeitschrift der Freunde der Photographie, 12. Jg., 1898, S. 260ff., (online) und S. 356ff, (online)
- Theodor H.: Der Gummidruck, und sein Verwendbarkeit als künstlerisches Ausdrucksmittel in der Photographie, In: Photographische Rundschau. Zeitschrift der Freunde der Photographie, 12. Jg., 1898, S. 97ff.,(online), Forts. S. 113ff. (online) und Schluss S. 130ff., (online), [Vortrag vom 3. Februar 1898 vor der Gesellschaft zur Förderung der Amateurphotographie in Hamburg].

### Ausstellungen
1895 nahmen die Brüder Hofmeister erstmals an einer Ausstellung teil. Es handelte sich dabei um die erste „Internationale Ausstellung für Amateurfotografie“ in Hamburg. Veranstalter war die Gesellschaft zur Förderung der Amateurfotografie, Ausstellungsort war die Kunsthalle Hamburg. Bereits seit 1893 wurden „Internationale Ausstellungen für Amateurfotografie“ unter der Leitung Ernst Juhls und in den Räumen Alfred Lichtwarks durchgeführt. 1895 nahmen Hofmeisters noch mit „kleinen, recht unbedeutenden Bilderchen“ an der Ausstellung teil. Fortan waren sie bei jeder der bis 1903 jährlich folgenden „Internationalen Ausstellungen für Amateurfotografie“ in Hamburg vertreten.
Die ausgestellten Arbeiten Hofmeisters gewannen von Jahr zu Jahr größere Aufmerksamkeit, im Jahr 1902 wurde ihnen ein Raum zur alleinigen Nutzung zur Verfügung gestellt.

#### Weitere Ausstellungen
1898 „Photo-Club de Paris“, Paris.

1899 „Photographic Salon“, New York.

1899 „Ausstellung für Künstlerische Photographie“, Berlin.

1903 „Ausstellung für Bildnisphotographie“, Wiesbaden.

u.a.m.
Quelle:

## Rezeption

### National
Die Brüder Hofmeister erlangten um 1900 immer größeren Ruhm und steigende Bekanntheit. So schreibt Ernst Juhl 1902: „Es kommen in den letzten Jahren des öfteren fremde strebsame Kunstphotographen nach Hamburg, um die Hofmeistersche Methode hier zu studieren.“ In der umfangreichen Sammlung Ernst Juhl sind Hofmeisters mit 65 Abzügen und zwei Skizzenbüchern vertreten. Damit finden sich in der Hamburger Sammlung soviel Fotografien der Brüder wie sonst nirgendwo. Nach Juhls Tod ging seine Privatsammlung 1915/16 jedoch geteilt an diese beiden Institute: Museum für Kunst und Gewerbe Hamburg und Kunstbibliothek Berlin, Staatliche Museen zu Berlin.
Mit der Zeit etablierte sich der Name Hofmeister zum Synonym für die „Hamburger Schule“. Bis heute ist er einer der wenigen Namen der piktorialistischen Phase in Hamburg, der noch immer bekannt und geläufig ist.
Zwar hatten die Hofmeisters viele Anhänger, doch wurde ihnen von Kritikern auch vorgeworfen, das Spiel mit der Unschärfe zu übertreiben und damit ausschließlich Gemälde zu imitieren und nachzuäffen. Die Stimmung in den Fotografien wurde vermehrt als das den „Deutschen eigene Gemüt“ bezeichnet.

### International
Auch international hatten die Brüder Hofmeister zur Jahrhundertwende einen bekannten Namen. Als „einzige deutsche Fotografen stellte Alfred Stieglitz sie 1904 in Nr. 7 der legendären New Yorker Kunstzeitschrift 'Camera Work' vor“. Zudem befindet sich in der renommierten piktorialistischen Sammlung von Alfred Stieglitz exakt eine deutsche Fotografie; diese stammt von den Brüdern Hofmeister. Es handelt sich um den Gummidruck „Einsamer Reiter“. Der Essayist und Kunstkritiker Sadakichi Hartmann schreibt 1904 in Camera Work: „Wir alle haben schon einen einsamen Reiter gesehen wie den vom Hofmeister-Bild, der langsam die Landstraße entlangreitet durch eine klassische Landschaft, hagere Baumsilhouetten, die sich geheimnisvoll gegen den bewölkten Himmel abheben, eine mystische Szenerie. [...] Er [der Reiter] ist der Mann, der sucht, und er könnte gut als Symbol für die ganze photographische Bewegung stehen, speziell für die Sezessionisten, diese eifrige Klasse von Photographen, die ruhelos nach neuen bildlichen Möglichkeiten sucht.“

## Zitate
„Durch ihn [den Gummidruck] ist jedem ein Mittel gegeben, sich nach seinem Willen auszudrücken: Nicht kleinlich, peinlich genau, wie die Photographie es sonst bedingt, sondern groß, breit, flott, scharf oder unscharf, wie es einem beliebt. Man kann es durch technische Fertigkeiten dahin bringen, dass man eine ganz bestimmte, gewollte Stimmung in ein Bild legt, ohne Benutzung von Zufälligkeiten, und dem Beschauer den Eindruck, welchen man bei dem Sehen des Bildes in der Natur hatte, vor Augen führt.“ Theodor Hofmeister, 1907.
„Will ein Maler ein Bild schaffen, sei es von einer Landschaft oder Personen, so beginnt er zunächst damit, sich Studien anzufertigen. Er entwirft Skizzen, die in großen Zügen die bildlich malerische Wirkung der Gegenstände, der Personen, des Lichts erkennen lassen. [...] So sollte der Figurenphotograph auch zu Werke gehen. (sic!)“ Hofmeister, 1898.
„Man scheue sich nicht, namentlich bei figürlichen Darstellungen, reichlich Material an Aufnahmen zu verwenden.“ Theodor Hofmeister, 1907.
„Manches Mal muss man ganz unglaubliche Forderungen an die Modelle stellen, und es bedarf erst eines richtigen Trainings, damit sie in der gestellten Pose während der Expositionszeit gebraucht wurden. Eine kleine Aufmerksamkeit oder pekuniäre Entschädigung hilft hierüber manches Mal hinweg. Die Willigkeit der Modelle spielt durchaus eine bedeutende Rolle, wie schon oben bemerkt, müssen sie gleichsam von der Empfindung des Künstlers influiert werden, sie müssen mitspielen. Mit einem widerwilligen Modell wird man nie ein vollkommenes Bild erzielen können. (sic!)“  Hofmeister, 1898.
„Der Kinematograph analysiert in seinen Einzelaufnahmen die Bewegung des Gegenstandes; er zerlegt sie in Tausende von Punkten, die unser Auge wohl sieht, unser Gehirn aber einzeln fixiert.“ Hofmeister, 1898.
Der Amateurfotograf benötigt die Gabe, „gleichsam mit den Figuren seiner Bilder zu empfinden. Mögen sie nun darstellen: Scenen aus dem Handwerkerleben, Strassenbilder, aus dem salon, dem Sport, dem täglichen Leben der Grossstadt u. s. w., immer muss er sich mit den Beschäftigungen der Personen vertraut machen, mit ihnen leben, ihre Gepflogenheiten teilen. [...] Dabei darf es keinen Zufall geben, keine Momentaufnahme, sondern alles wird ruhige, überlegte Pose sein müssen. Pose in gutem Sinne. (sic!)“ Hofmeister, 1898.

## Werke – eine Auswahl

### Kohledruck
- Bildnis eines Mädchens, 1896. Blauschwarzer Kohledruck, 16,2 cm × 11,5 cm.
- Bildnis eines jungen Mädchens, 1896. Blauschwarzer Kohledruck, 16,3 cm × 11,6 cm.

### Gummidruck
- Weiblicher Studienkopf, 1897. Blauschwarzer Gummidruck, 14,6 cm × 9,8 cm.
- An der Elbe, 1897. Grüner Gummidruck, 41 cm × 57,5 cm.
- Moorblumen, 1897. Braunschwarzer Gummidruck, 56 cm × 33 cm.
- Apfelernte, 1897. Grüner Gummidruck, 34,7 cm × 56,8 cm.
- Ernst Juhl, 1897. Gummidruck, 49 cm × 37,1 cm.
- Fritz Mackensen, 1898. Rotbrauner Gummidruck, 54 cm × 45,4 cm.
- Dr. Wolters, 1899. Brauner Gummidruck, 82,8 cm × 66,6 cm.
- Birken, 1900. Gummidruck, 93,5 cm × 37 cm.
- Gustav Falke, 1900. Braunschwarzer Gummidruck, 81 cm × 61 cm.
- Die Geschwister, 1901. Brauner Gummidruck, 62,5 cm × 80 cm.
- Einsamer Reiter, 1903. Blauer Gummidruck, 68,5 cm × 98 cm.

### Pigmentdruck
- Elbstrand im Schnee, 1897. Schwarzvioletter Pigmentdruck, 10,5 cm × 16,6 cm.
- Moorblumen, 1898. Brauner Pigmentdruck, 15,9 cm × 11,8 cm.
- Präsidentenbildnis der Gesellschaft zur Förderung der Amateur-Photographie, 1899. Brauner Pigmentdruck, 20,4 cm × 27,1 cm.
- Andacht, 1909. Brauner Pigmentdruck, 26,4 cm × 37,2 cm.

### Mattalbumin
- Urahne, 1897. Mattalbumin, 11,4 cm × 16,4 cm.
- Die Hexe, 1899. Mattalbumin, 11,8 cm × 16,2 cm.
- Ilse Juhl, 1900. Mattalbumin, 16,7 cm × 11,6 cm.

### Skizzenbücher
- Skizzenbuch L (L steht verm. für Landschaft), 1895–1900, 15 cm × 23,2 cm. Mit 52 Albumin- und Celloidinabzügen.
- Skizzenbuch B 1 (B steht verm. für Bildnis) 1896–1898, 15 cm × 23,2 cm. Mit 125 Albumin- und Celloidinabzügen.

u. a. m.
Quelle: